# Event Rookie
Event Rookie (Eigenschreibweise EVENT Rookie) ist ein deutschsprachiges Fachmagazin für Veranstaltungstechnik. Der Name wurde vom amerikanischen „Rookie of the year“ abgeleitet, was erfolgreiche Sportler in der ersten Saison, also einen Anfänger, auszeichnet. 

## Erscheinen
Das Magazin erscheint achtmal im Jahr und zusätzlich noch zweimal in Form von Sonderheften (dazu zählt ein Sonderheft zur Messe Prolight+Sound und ein Sonderheft zu den Themen Installation/Theatertechnik/TV). Es richtet sich seit seiner Erstausgabe im Jahr 2011 an Fachkräfte für Veranstaltungstechnik, Quereinsteiger und Auszubildende aus dem Bereich der Veranstaltungstechnik. Es finden daher Themen wie Beschallung, Lichttechnik, Bühnentechnik und Videotechnik ihren Platz. 

## Inhalt
In mehrseitigen Reportagen und Produkttests werden technische Zusammenhänge wiedergegeben. Es werden professionelle Produktionen jeder Größenordnung in den erwähnten Reportagen behandelt. Dabei wird dem Leser der Einsatz von Licht-, Ton-, Video- und Bühnentechnik dargestellt und erklärt. Bei den Produkttests werden neue Geräte der Veranstaltungstechnik unter die Lupe genommen und die technischen Eigenschaften erläutert. 
In jeder Ausgabe findet man neben den Reportagen und Produkttests auch noch Interviews und Porträts. In den Porträts werden Ausbildungsbetriebe vorgestellt und Lehrlinge können von Erfahrungen in der Ausbildung berichten. In den Interviews werden technische Zusammenhänge erklärt und Profis aus der Branche geben ihr Wissen weiter. Der Event Rookie richtet sich an professionelle Nutzer von Veranstaltungstechnik aber auch an Ausbilder und Auszubildende der Bereiche „Fachkraft für Veranstaltungstechnik“ und „Veranstaltungskauffrau/mann“.
Seit der Ausgabe 1/2019 gibt es immer im Wechsel Grundlagen-Artikel zu den Themen „Beschallung“ und „Lichttechnik“. Bei den einzelnen Artikeln werden Grundlagen zu den Themengebieten erklärt und anhand von Bildern dargestellt. Seit Mitte 2022 werden diese Artikel in regelmäßigen Abständen auf der Webseite des Magazins veröffentlicht.

## Podcast
Im Januar 2017 ist die erste Folge des „EVENT Rookie Podcast“ erschienen. Anfänglich wurde in jeder Folge über Themen aus der dazugehörigen Print-Ausgabe des EVENT Rookie gesprochen. Im Laufe der Zeit wurde das Konzept des Podcast aber geändert und seit etwa Anfang 2022 gibt es hauptsächlich Gespräche mit unterschiedlichen Interviewpartnern. Die Themen des Podcasts sind dabei breit gefächert und nicht mehr an einzelnen Printausgaben angelehnt. Es geht zum Beispiel um Nachhaltigkeit, Arbeitsschutz, Produktentwicklung, Backliner oder Lichtdesign.

## Geschichte
Die Leikro Media GmbH, spezialisiert auf die Herausgabe von Magazinen und Fachbüchern aus dem Bereich der Veranstaltungstechnik, und das Magazin wurden 2011 gegründet. Die beiden Geschäftsführer Raoul Leitner und Simon Kropp sind Namensgeber des Unternehmens und nach wie vor im Unternehmen aktiv. Raoul Leitner kümmert sich um die grafische Gestaltung des Magazins. Simon Kropp ist Chefredakteur und somit für die inhaltliche Ausrichtung von Event Rookie verantwortlich. Er ist Fachkraft für Veranstaltungstechnik.